# Konrad Strzelczyk
Niektóre z zamieszczonych tu informacji od 2025-06 wymagają weryfikacji.
 Po wyeliminowaniu niedoskonałości należy usunąć szablon {{Dopracować}} z tego artykułu.
Konrad Strzelczyk, ps. Sphinx (ur. 18 lutego 1895 w Hajdukach Dolnych, zm. 12 listopada 1981 w Chorzowie) – generał brygady Wojska Polskiego[wymaga weryfikacji?], działacz niepodległościowy, uczestnik I wojny światowej, trzech powstań śląskich, działacz POW, oficer Błękitnej Armii, funkcjonariusz SOE w randze pułkownika[wymaga weryfikacji?], organizator i dowodzący komórkami ruchu oporu w Belgii, Francji, Holandii i Niemczech podczas II wojny światowej. Kawaler Orderu Virtuti Militari IV klasy, oficer Legii Honorowej [wymaga weryfikacji?].

## Życiorys
Urodził się w Hajdukach Dolnych, w powiecie Chorzów, znajdującym się w granicach Cesarstwa Niemieckiego, jako syn Gerwazjusza i Pauliny z d. Przewdzink.

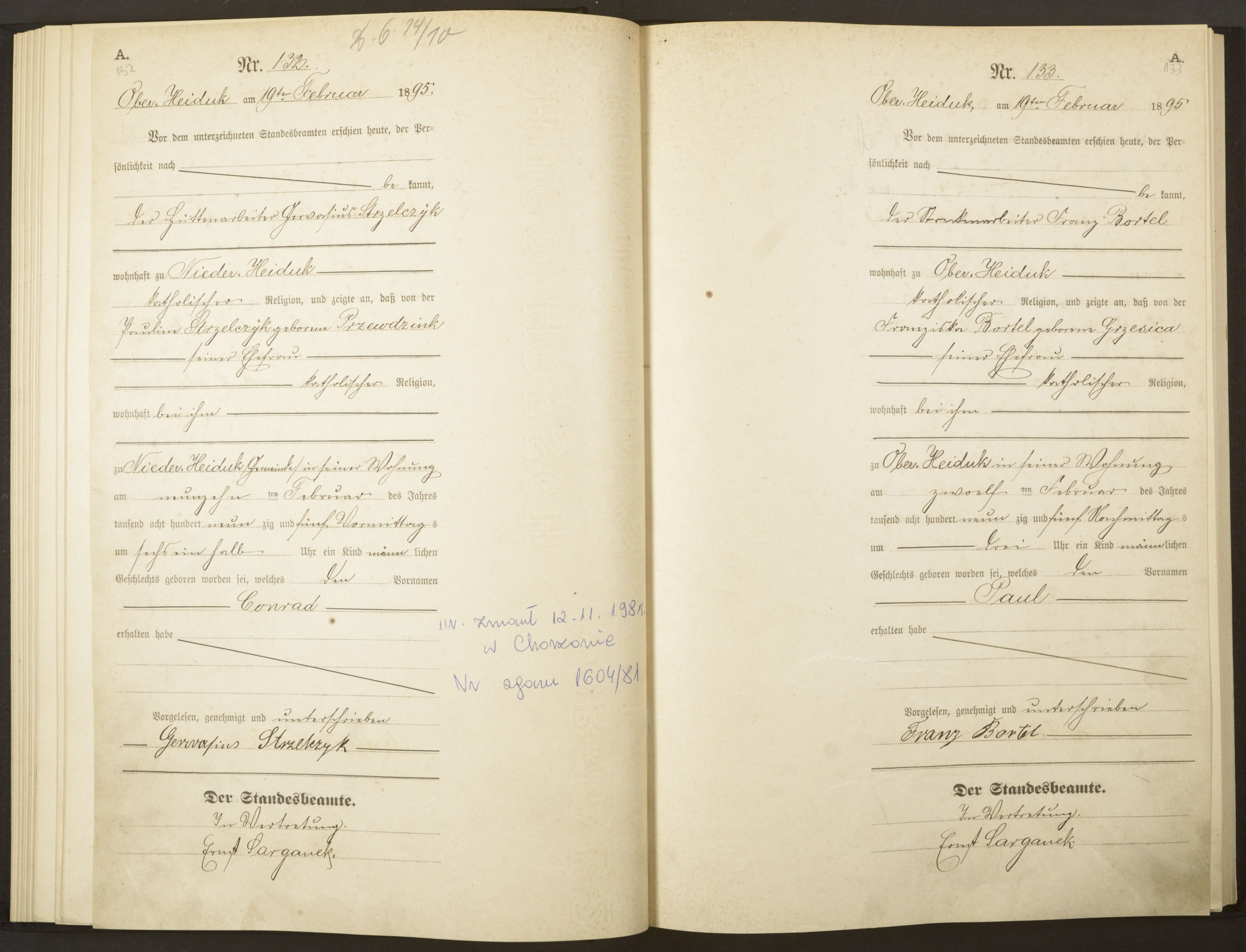
Akt urodzenia Konrada Strzelczyka

### I wojna światowa
Podczas I wojny światowej, w maju 1915 został wcielony do Armii Cesarstwa Niemieckiego i skierowany na front zachodni we Francji. W październiku 1915 zdezerterował z armii niemieckiej i przeszedł na stronę francuską, dołączając do Legii Cudzoziemskiej. Na froncie belgijskim w Ypres, jako młody oficer był dowódcą kompanii specjalnej przeznaczonej do przeprowadzania błyskawicznych ataków na liniach wroga. Jego oddział odegrał decydującą rolę w odbiciu góry Kemmel we wrześniu 1918. Za bohaterstwo w walce w I wojnie światowej został odznaczony m.in. Orderem Legii Honorowej (Legion d'Honneur IV), Krzyżem Wojennym z pozłacanymi palmami (Cory de Guerre avec Palmes vermeil) oraz Krzyżem Wybitnej Służby (Distinguished Service Cross). Po zakończeniu I wojny światowej wstąpił do Armii Polskiej we Francji, a następnie został przydzielony do 43 Pułku Strzelców Legionu Bajończyków. Dla upamiętniania tej służby otrzymał Miecze Hallerowskie. Brał udział w odtwarzaniu oddziałów lotnych Polskiej Organizacji Wojskowej.

### Udział w walkach o ustalenie granic
W lipcu 1918 wziął udział w akcji przeprowadzonej przez oddział lotny Okręgu Radomskiego POW pod Bąkowcem, gdzie zdobyto 1 mln 800 tys. koron. W akcji wziął udział także m.in. por. Konrad Strzelczyk-Łukasiński ps. "Szaleniec", "Łukasiński" (s. Józefa, ur. 15.04.1894). Brał udział w trzech powstaniach śląskich. W 1919 pełnił funkcję organizatora POW, za co został aresztowany i więziony przez Niemców w Bytomiu. Był członkiem Grupy Destrukcyjnej „Wawelberga”. Po III powstaniu śląskim został zdemobilizowany, a następnie osiedlił się pod Lublińcem i rozpoczął służbę w Straży Granicznej.
Wg historyka Jacka Kurka Konrad Strzelczyk i Konrad Strzelczyk-Łukasiński to dwie różne osoby.

### II wojna światowa
W 1939 po agresji Niemiec i ZSRR na Polskę organizował grupę operacyjną POW Górnego Śląska i wyruszył do Paryża w celu prowadzenia działalności operacyjnej. W 1940 trafił do Londynu, a w 1941 po dołączeniu się do wojny Stanów Zjednoczonych, został oficerem łącznikowym współpracując z Dwightem Eisenhowerem. W randze pułkownika był agentem Zarządu (Kierownictwa) Operacji Specjalnych SOE. Po kilkumiesięcznym szkoleniu w Szkocji został skierowany do działań na terenie Europy. Był twórcą organizacji Sojusznicze Siły Oporu (ang. Allied Resistance Force – ARF) we Francji, Belgii i Holandii oraz Niemczech i z ramienia SOE organizował działalność antynazistowskiego ruchu oporu w tych krajach. W 1943 zdemaskowany przez niemiecki kontrwywiad rozpoczął działalność sabotażową w Berlinie. Podczas bombardowania miasta w nocy z 12 na 13 października 1943 kierował akcją, podczas której jego grupa odzyskała polskie flagi wojskowe i sztandary zrabowane w Polsce i przechowywane w sali muzealnej znajdującej się w budynku Zeughaus w Berlinie, w tym: sztandar Towarzystwa Kulturalno-Oświatowego „Bałtyk”, chorągiew Prezydenta RP, 5 polskich proporców, a także dwa pistolety maszynowe i 200 sztuk amunicji. Podczas akcji został ranny. Po sukcesie operacji Overlord symbolicznie oddał się do dyspozycji aliantów. Za działalność wojenną Rząd Rzeczypospolitej Polskiej na uchodźstwie awansował go do stopnia generała brygady Wojska Polskiego.

### Okres powojenny
Po zakończeniu II wojny światowej osiadł w Paryżu, gdzie spotkał generałów: Pattona i Eisenhowera, z którymi współpracował w czasie wojny (Strzelczyk otrzymał od Pattona jego osobistą flagę). Po namowach Eisenhowera, Strzelczyk powołał organizację kombatancką Międzysojusznicza Organizacja Wojskowa "Sphinx" (ang. Interallied Military Organisation Sphinx - IMOSPHINX), której celem było działanie na rzecz weteranów obu wojen światowych. W latach 50. XX wieku powrócił do kraju, po czym został objęty przez władze komunistyczne aresztem domowym. Następnie mimo inwigilacji ze strony organów bezpieczeństwa, utrzymywał łączność korespondencyjną z członkami powołanej przez siebie organizacji, którzy pozostali za granicą, wykorzystując do tego swoje kontakty dyplomatyczne. Utrzymywał się z prowadzenia kiosku w Chorzowie. 
Wraz z żoną miał córkę Irenę, doczekał się wnuczki. Zmarł w wieku 86 lat. Został pochowany w części wojskowej cmentarza parafii św. Marii Magdaleny w Chorzowie Starym (kw. J-3-8).

## Upamiętnienie
W miejscowości Zillebeke nieopodal Ypres w Belgii, znajduje się miejsce pamięci z pomnikiem i tablicą pamiątkową poświęconą Konradowi Strzelczykowi. Widnieje na niej napis: „We współpracy ze Służbą Operacji Specjalnych Sir Colina Gubbinsa, polski generał Konrad Strzelczyk (1895–1981) zorganizował ruch oporu przeciwko nazistom (Allied Resistance Forces – IMOS) w całej Europie”.

## Odznaczenia
Z swoją działalność otrzymał m.in. poniższe odznaczenia:
- Krzyż Złoty Orderu Virtuti Militari
- Odznaka za Rany i Kontuzje (trzykrotnie ranny)
- Krzyż Niepodległości z Mieczami
- Krzyż Oficerski Orderu Odrodzenia Polski
- Krzyż Walecznych
- Krzyż na Śląskiej Wstędze Waleczności i Zasługi I klasy
- Gwiazda Górnośląska
- Miecze Hallerowskie
- Order Narodowy Legii Honorowej IV klasy (Francja)
- Krzyż Wojenny z pozłacanymi palmami (Francja)
- Krzyż Wybitnej Służby (Stany Zjednoczone)